# Leimuniitty
Leimuniitty est un parc  du quartier de Tapiola à Espoo en Finlande.

## Présentation
Leimuniitty est un jardin moderniste conçu par l'architecte paysager Jussi Jännes en 1959. 
Jussi Jännes était responsable de la conception des parcs les plus connus de Tapiola appelés Leimunitty et Silkkiniitty. 
Sa conception de 1960 pour Silkkiniitty, traduit un paysage pastoral dans une ancienne prairie avec la combinaison d'interventions de conception subtiles, comme un étang rond et des plantations géométriques.

### Travaux de 1959
Pour Leimuniitty, conçu en 1959, la forme géométrique distinctive et la végétation ornementale ont créé un fort contraste avec le paysage environnant.
La nouvelle conception devait assurer la restauration du paysage historique et le renouvellement  des aménagements en harmonie avec le modernisme épuré de Tapiola.
Les installations utilisent le béton, le bois et l'acier. 
Comme Tapiola sera considérablement réaménagé dans un avenir proche, de nouvelles installations ont été incluses, telles qu'un nouveau pont pour piétons et cyclistes, une terrasse et une aire d'exercice sportif. 
Un remblai placé au milieu du parc sert à empêcher l'eau de mer et les eaux pluviales de remonter  au centre-ville. 
Le quai cache une de nombreuses infrastructures souterraines telles que des stations de pompage.

### Travaux des années 2000
Le nouveau développement du centre de Tapiola a commencé au début des années 2000, lorsqu'il a été décidé de construire le Länsimetro et de placer la gare routière et le parking central dans des installations souterraines. 
L'objectif de la ville était de fournir des liaisons piétonnes pratiques et des services de haute qualité pour le nombre croissant d'habitants. 
L'ensemble comprenait la restauration de Leimuniity et du rond-point dans leur aspect d'origine en préservant les éléments historiques.
La rénovation du parc Leimuniity conçue par Byman & Ruokonen Oy a été achevée en 2016.